# The Skye Boat Song
The Skye Boat Song is een Schots volksliedje dat als wals kan worden gespeeld. Het herinnert aan de ontsnapping van prins Charles Edward Stuart (Bonnie Prince Charlie) van South Uist naar het Isle of Skye na zijn nederlaag bij de Slag bij Culloden in 1746. De tekst werd geschreven door Sir Harold Boulton, 2de Baronet, op een melodie die in de jaren 1870 werd verzameld door Anne Campbelle MacLeod (1855-1921).
Het lied vertelt hoe Bonnie Prince Charlie na de nederlaag van de jakobietenopstand in 1745 weet te ontsnappen. Met de hulp van Flora MacDonald slaagt hij erin om, vermomd als dienstmeisje, in een kleine boot weg te geraken. Het lied is een traditionele uiting van jacobitisme en het verhaal werd gevormd tot een Schotse legende.
Er werden veel covers van het lied gemaakt. De versie van Roger Whittaker en Des O'Connor haalde in 1986 elf weken de Britse UK Singles Chart. Een van de meest recente is die voor de televisieserie Outlander uit 2014.

## Tekst
[Chorus:]
Speed, bonnie boat, like a bird on the wing,

Onward! the sailors cry;

Carry the lad that's born to be King

Over the sea to Skye.
Loud the winds howl, loud the waves roar,

Thunderclouds rend the air;

Baffled, our foes stand by the shore,

Follow they will not dare.
[Chorus]
Though the waves leap, soft shall ye sleep,

Ocean's a royal bed.

Rocked in the deep, Flora will keep

Watch by your weary head.
[Chorus]
Many's the lad fought on that day,

Well the Claymore could wield,

When the night came, silently lay

Dead on Culloden's field.
[Chorus]
Burned are their homes, exile and death

Scatter the loyal men;

Yet ere the sword cool in the sheath

Charlie will come again.